# Basilique Saint-Simplice d'Olbia
 (janvier 2024).
Si vous disposez d'ouvrages ou d'articles de référence ou si vous connaissez des sites web de qualité traitant du thème abordé ici, merci de compléter l'article en donnant les références utiles à sa vérifiabilité et en les liant à la section « Notes et références ».
La basilique Saint-Simplice, (italien : basilica di San Simplicio ; sarde : basìlica de Santu Simplìtziu) est une basilique catholique située à Olbia, en Sardaigne.

## Historique
De style roman-pisan, elle date de la fin du XIe siècle-début du XIIe siècle. Elle est dédiée à l’évêque d’Olbia San Simplicio, martyr sous l’empereur Dioclétien. La basilique San Simplicio a joué un rôle important dans l’évangélisation de l’île.
Depuis 1993, elle est basilique mineure.